# Poslední křížová výprava
Poslední křížová výprava (v rumunském originále Mihai Viteazul) je rumunský historický velkofilm, který režíroval Sergiu Nicolaescu a v němž hlavní roli ztvárnil Amza Pellea. Film zachycuje život valašského vládce Michala Chrabrého a jeho odhodlání sjednotit tři rumunská knížectví – Valašsko, Moldavsko a Sedmihradsko – v jeden stát. Film měl premiéru v Rumunsku v roce 1970 a celosvětově byl uveden společností Columbia Pictures pod názvem The Last Crusade.

## Děj
Na konci 16. století překonal valašský kníže Michal Chrabrý nepřátelství Osmanské a Habsburské říše a dokázal sjednotit Valašsko, Moldavsko a Sedmihradsko v jeden státní celek.

## Obsazení
- Amza Pellea jako Michal Chrabrý
- Ion Besoiu jako Zikmund Báthory
- Olga Tudorache jako matka Michaela Chrabrého
- Irina Gardescu jako hraběnka Rossana Viventini
- György Kovács jako Ondřej Báthory
- Sergiu Nicolaescu jako Selim Paša
- Nicolae Secăreanu jako Sinan Paša
- Ilarion Ciobanu jako Stroe Buzescu
- Aurel Rogalschi jako Rudolf II.
- Ioana Bulcă jako Doamna Stanca
- Septimiu Sever jako Radu Buzescu
- Florin Piersic jako Preda Buzescu
- Klára Sebök jako Maria Cristina de Graz
- Mircea Albulescu jako Popa Stoica
- Emmerich Schäffer jako Giorgio Basta
- Colea Răutu jako sultán Murad III.
- Constantin Codrescu jako Alexandru Zlý
- Alexandru Herescu jako Ionică
- Corneliu Gârbea jako generál Baba Novac
- Alexandru Repan jako hrabě Viventini
- Jean Lorin Florescu jako arcivévoda Maxmilián

## Produkce
Film byl natočen v roce 1970 podle scénáře Tituse Popoviciho. V hlavní roli se představil Amza Pellea a herecké obsazení tvořili přední rumunští herci té doby, včetně Sergia Nicolaesca, Iona Besoiua, Olgy Tudorache, Florina Piersica, Ilariona Ciobana, Silviu Stănculesca a Mircei Albulesca.
Původně měl jít o rumunsko-americkou superprodukci, přičemž společnost Columbia Pictures navrhovala obsazení hvězd jako Charlton Heston, Orson Welles, Laurence Harvey, Elizabeth Taylor, Richard Burton nebo Kirk Douglas. Na zásah Nicolae Ceaușesca však bylo rozhodnuto, že film bude natočen výhradně s rumunskými herci.
Pro rekonstrukci bitev, které Michal Chrabrý vedl proti Turkům, bylo na natáčení přivedeno přibližně 5 000 rumunských vojáků – podle některých zdrojů dokonce až 10 000.
Film má dvě části a natáčel se na mnoha místech, včetně Istanbulu, Prahy a Călugăreni, ale také na Dunaji, u Černého moře, v Alba Iulia, Karpatech, Bukurešti, Sibiu, Sinaie a v Mirăslău. Rozpočet filmu činil kolem 14 milionů lei.

## Uvedení do kin
Film měl premiéru v Rumunsku v roce 1970 a v tamních kinech se promítal několik let. Celosvětově byl distribuován společností Columbia Pictures pod názvem The Last Crusade (český distribuční název Poslední křížová výprava vychází z mezinárodního anglického).
Mimo Rumunsko byl film poprvé uveden v červenci 1971 na 7. mezinárodním filmovém festivalu v Moskvě a také v Německé demokratické republice. V březnu 1972 byl promítán ve Finsku, v červnu téhož roku v západním Německu a v dubnu 1973 v Japonsku.
V roce 2000 byl filmový soundtrack přepracován do formátu Dolby Surround. Odhadovalo se, že film bude znovu uveden na Blu-ray nosičích někdy v roce 2010.

## Přijetí
Poslední křížová výprava je nejvíce sledovaným rumunským filmem v zahraničí. V roce 1972 byl vybrán jako rumunský kandidát na Oscara v kategorii Nejlepší cizojazyčný film, ale mezi nominované se nakonec nedostal. Na mezinárodním filmovém festivalu v Moskvě v roce 1971 získal Zlatou cenu, ačkoliv hlavní cenu získal ukrajinský snímek Bílý pták s černým znamením (Bilyy ptakh z chornoyu vidznakoyu). V roce 1974 však film zvítězil na festivalu historických filmů v Beaume, kde porazil i slavný snímek Cid.
Na serveru Internet Movie Database má film hodnocení 8,4 a je řazen jako dvacátý nejlepší historický film všech dob. V kategorii životopisných filmů se umístil na 18. místě, ve válečných filmech na 40. místě a v kategorii akčních filmů na 34. místě. Sám režisér Sergiu Nicolaescu uvedl, že jej toto hodnocení velmi překvapilo, zvláště s ohledem na to, že se jedná o americký server a film byl uveden o čtyři desetiletí dříve.